# Dengue-láz
A dengue-láz (ejtsd: [dengi]) a dengue-vírus által okozott fertőző megbetegedés. A betegségnek két fázisát különböztetik meg: a klasszikus dengue-lázat és a súlyos dengue-lázat (másnéven: dengue-sokk szindrómát vagy vérzéses dengue-lázat).
A dengue-vírust szúnyogok terjesztik, legfőképp az egyiptomi csípőszúnyog de a más rokonfajok is, többek között az ázsiai tigrisszúnyog is. A dengue-láz a fertőzöttek kis részénél (kb. 5%) súlyos tüneteket okozhat, emiatt  csonttörő láznak is nevezik, mivel olyan erős fájdalmak jelentkezhetnek, hogy a beteg úgy érzi, mintha eltörnének a csontjai. A dengue-láz tünetei többek között láz, fejfájás, a kanyaróhoz hasonló bőrkiütés, valamint izom- és ízületi fájdalmak. Ritka esetekben életveszélyessé is válhat. Legsúlyosabb fázisában vérzést, a vérerek szivárgását és a véralvadást előidéző vérlemezkék számának csökkenését okozza, emiatt nevezik vérzéses dengue-láz is.
Négy különböző típusú dengue-vírust igazoltak, de létezhet egy ötödik is. Ha valaki egyszer már megfertőződött ezek egyikével, akkor az adott típus ellen rendszerint egész életére védett lesz, a többi típus ellen azonban csak rövid ideig ad védettséget. Ha a továbbiakban mégis elkapja valaki ezek valamelyikét, akkor nála nagy valószínűséggel még súlyos szövődmények is kialakulhatnak.
A betegség ellen ugyan van már védőoltás (Dengvaxia, illetve QDenga), de a megelőzés főként az azt terjesztő szúnyogok élőhelyeinek és ezáltal számuknak csökkentésére, illetve a szúnyogcsípések elkerülésére (például szúnyogháló) korlátozódik, költséghatékonyságuk miatt. A fertőzésnek nincsen specifikus kezelése, a terápia kizárólag szupportív, elsősorban folyadékpótlást jelent. Enyhe esetben a szájon keresztüli folyadékpótlás is elegendő lehet, közepes vagy súlyos betegségnél azonban intravénásan adott folyadék, vagy vérátömlesztés is szükségessé válhat.
A betegség a második világháború óta világméretű problémává vált. Az 1960-as évek óta sokkal többen fertőződtek meg dengue-lázzal, mint korábban. Vírusa több mint 100 országban folyamatosan jelen van, és egyes becslések szerint évente körülbelül 100 millió embernél alakul ki valamilyen tünet. Az esetek jelentős része (kb. 70%) Ázsiában fordul elő.
A vírust közvetlenül kezelő védőoltások és gyógyszerek kidolgozása jelenleg folyik. Számos különböző módszert próbálnak alkalmazni. A dengue-láz első modern kori leírásai 1779-ben keletkeztek. A 20. század elején a tudósok kiderítették, hogy a betegséget a dengue-vírus okozza és szúnyogok terjesztik, ezért a szúnyogok számának csökkentésével is visszaszorítható.

## Tünetei

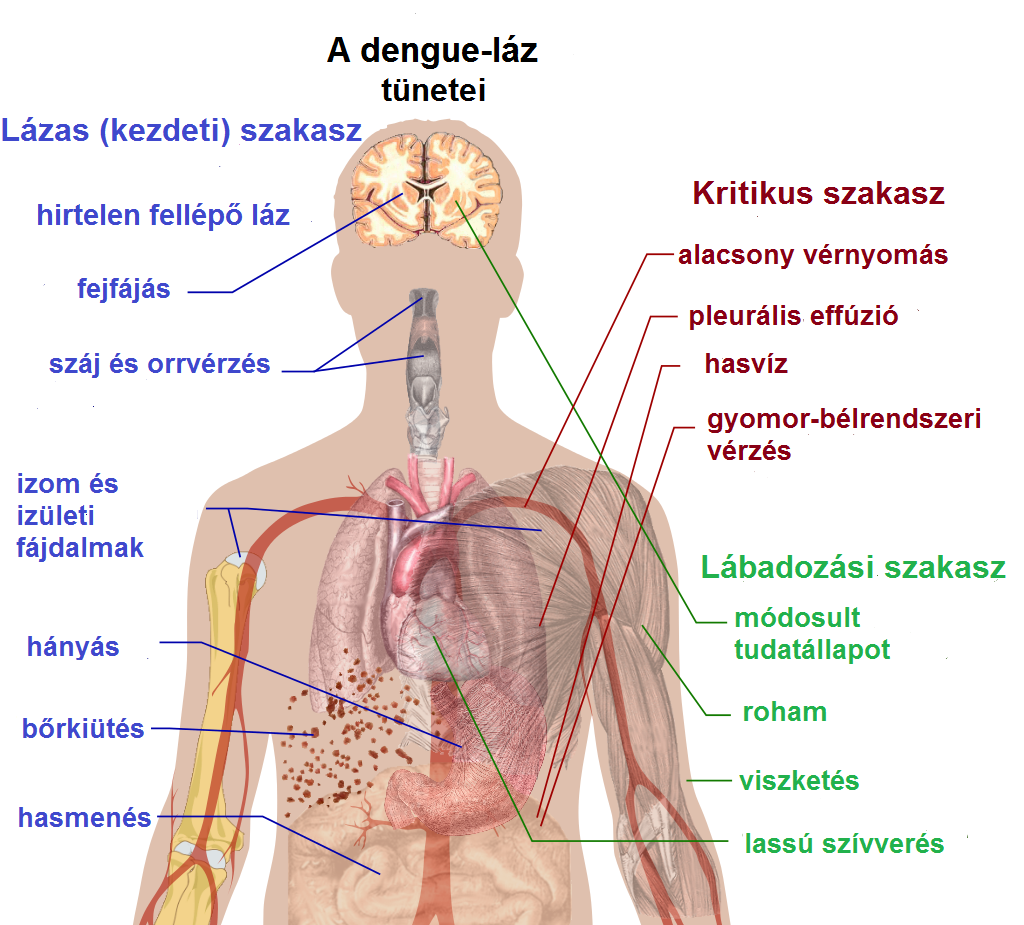
A kép a dengue-láz tüneteit illusztrálja

A dengue-vírussal történő fertőzések mintegy 80%-ánál nincsenek tünetek, vagy csak nagyon enyhe formában jelentkeznek (például közönséges láz). A fertőzötteknek körülbelül 5%-a lesz súlyos beteg, ezek közül is csak csekély hányadnál válik életveszélyessé a betegség. A tünetek a dengue-vírussal való érintkezést követően 3–14 nap múlva jelentkeznek. A tünetek megjelenése leggyakrabban 4–7 nap múlva történik. Ha tehát valaki olyan területről érkezik haza, ahol a dengue-láz gyakori, és hazatérése után több mint 14 nappal belázasodik vagy egyéb tünet jelentkezik nála, akkor valószínűleg nem dengue-lázról van szó.
Gyermekeknél a dengue-láz gyakran ugyanazokat a tüneteket produkálja, mint a megfázás vagy a gyomorrontás, például hányást, hasmenést is okozhat, de náluk nagyobb valószínűséggel alakulnak ki súlyosabb problémák a fertőzés miatt.

### Klinikai lefolyása
A dengue-láz klasszikus tünetei a hirtelen kezdődő láz, fejfájás (rendszerint a szemek mögött), kiütés, valamint izom- és ízületi fájdalmak. A csonttörő láz elnevezés is arra utal, hogy mennyire súlyos lehet adott esetben ez a fájdalom. A dengue-láz lefolyásának három szakasza van: lázas, kritikus, illetve lábadozási szakasz.
A lázas szakasz általában magas lázzal jár. A láz gyakran meghaladja a 40 Celsius-fokot. Ekkor jelentkezhetnek általános fájdalmak és fejfájás is. A lázas szakasz általában 2–7 napig tart. Ebben a periódusban az érintetteknek kb. 50-80 százalékánál bőrkiütések is előfordulnak. Az első vagy második napon a kiütés még úgy nézhet ki, mint a kipirult bőr. A későbbi szakaszban (a 4–7. napokon) a kiütés a kanyaróhoz hasonlíthat. Kis piros foltok (petechiák) jelenhetnek meg a bőrön, melyek nem tűnnek el a bőrfelület megnyomásával sem – ezen foltokat megtörött hajszálerek okozzák. Enyhe vérzés is előfordulhat a száj és az orr nyálkahártyáján. A láz hajlamos magától alábbhagyni, majd egy-két napra megint visszatérni, azonban ez személyenként változó.

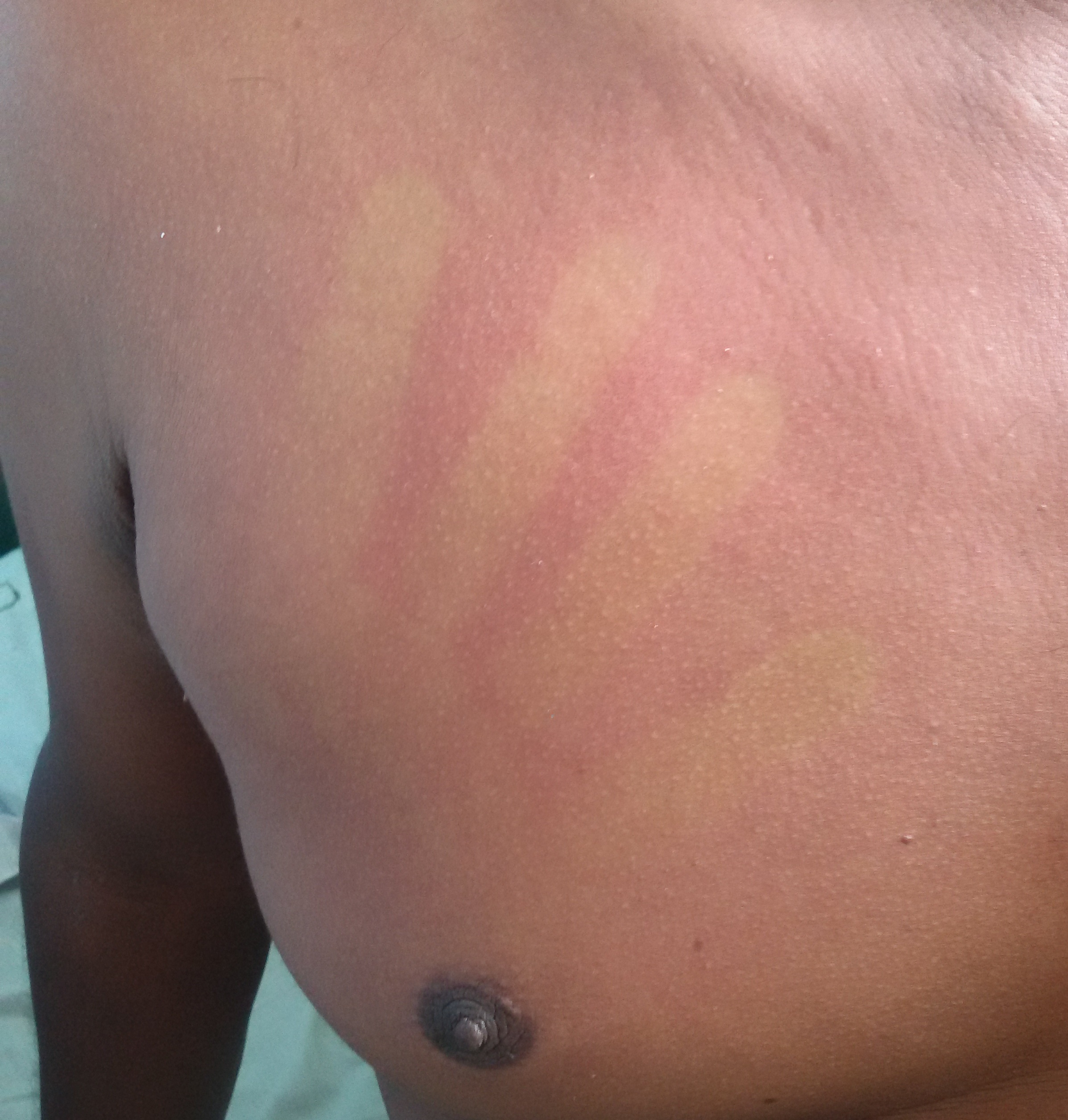
A dengue-lázra jellemző bőrkiütés

Egyeseknél a betegség a magas láz elmúltával az ún. kritikus szakaszba lép, mely 1-2 napig tart. Ebben a fázisban folyadék gyűlhet fel a mellüregben és a hasüregben. Ennek az az oka, hogy a kis erek szivárognak, folyadék lép ki a keringésből, ami aztán felgyülemlik. Egyúttal csökken a létfontosságú szervek vérellátása, és emiatt azok nem működnek rendesen. Ilyenkor súlyos vérzés is előfordulhat (általában az emésztőrendszer gyomor–bél traktusában).
Dengue-sokk szindróma, avagy vérzéses dengue-láz a betegek kevesebb mint 5%-a esetén alakul ki. Ezek nagyobb valószínűséggel jelentkeznek olyan szervezetekben, amelyek korábban már átestek valamely másik típusú dengue-vírus által okozott fertőzésen (ez az ún. "másodlagos fertőzés"). Ez a kritikus fázis ritka, de gyakrabban jelentkezik gyerekeknél és fiatal felnőtteknél.
A lábadozási szakasz általában 2–3 napig tart, és az erekből kiszivárgott folyadék visszakerül a véráramba. A beteg gyakran sokkal jobban lesz e szakasz során, bár előfordulhat súlyos viszketés és lelassult szívverés is. Ebben a szakaszban folyadék-túlterheléses állapot alakulhat ki (melynek során túl sok folyadék kerül vissza). Ha ez kihat az agyra, akkor epilepsziaszerű rohamokat vagy módosult tudatállapotot is okozhat. Fáradékonyság a lábadozás során még akár hetekig fennállhat.

### Kapcsolódó problémák
A dengue-láz időnként a test egyéb rendszereire is hatással lehet. A tünetek jelentkezhetnek önmagukban, vagy a klasszikus dengue-láz tüneteivel együtt. Tudatállapot-változás mindössze a súlyos esetek 0,5–6%-ában fordul elő. Ez akkor következhet be, ha a dengue-vírus fertőzést okoz az agyban is, vagy ha a létfontosságú szervek – például a máj – nem működnek megfelelően.
Dengue-lázban szenvedőknél egyéb idegrendszeri zavarokról is beszámoltak már. Például okozhat gerincvelő gyulladást (myelitis transversa) és Guillain-Barré-szindrómát, nagyon ritkán akár szívizomgyulladást és heveny májelégtelenséget is.

## Kiváltó oka

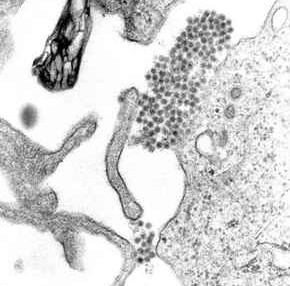
A dengue-lázat okozó vírusok (a kép közepén látható fekete foltok)

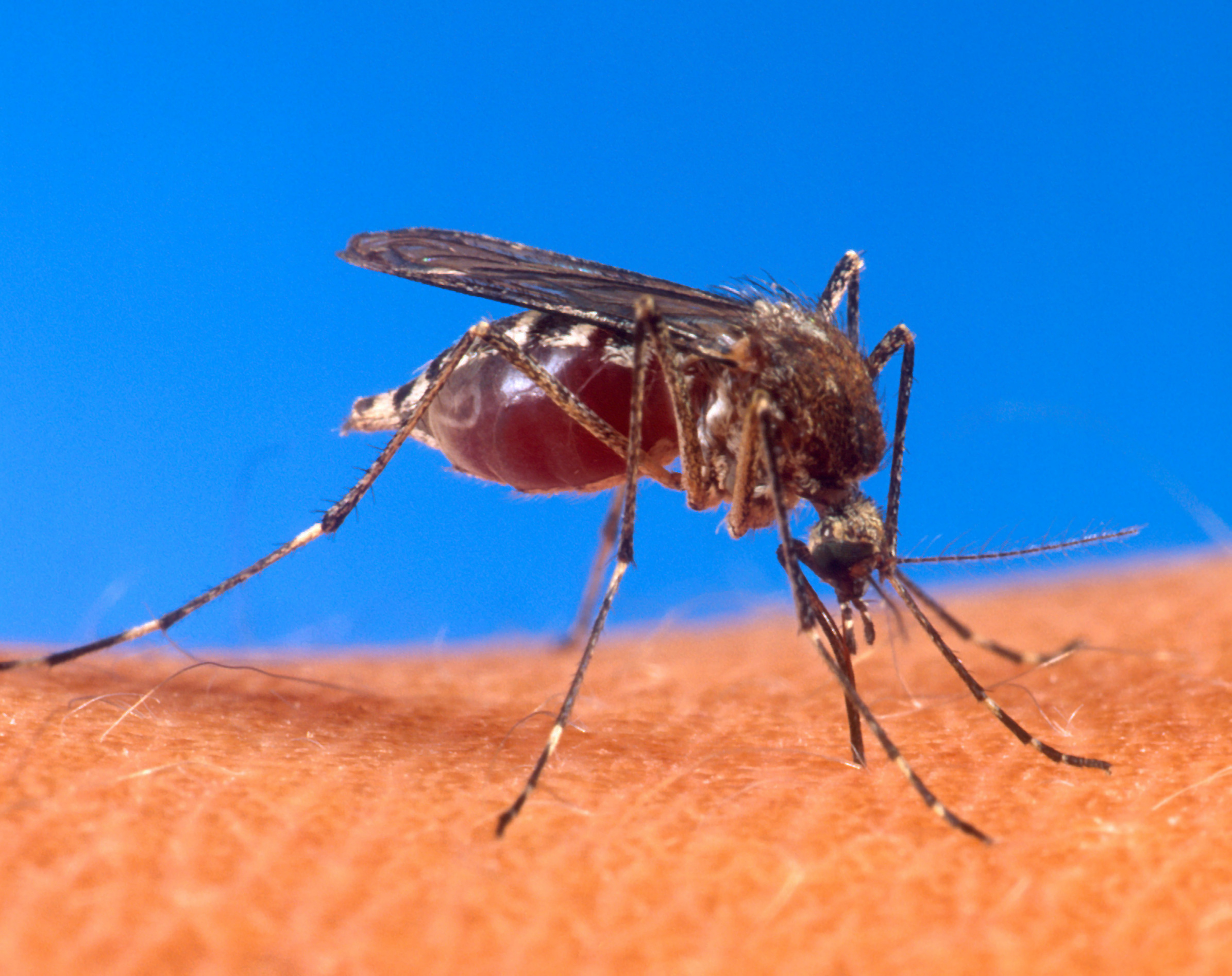
A betegséget terjesztő egyiptomi csípőszúnyog (Aedes aegypti)…

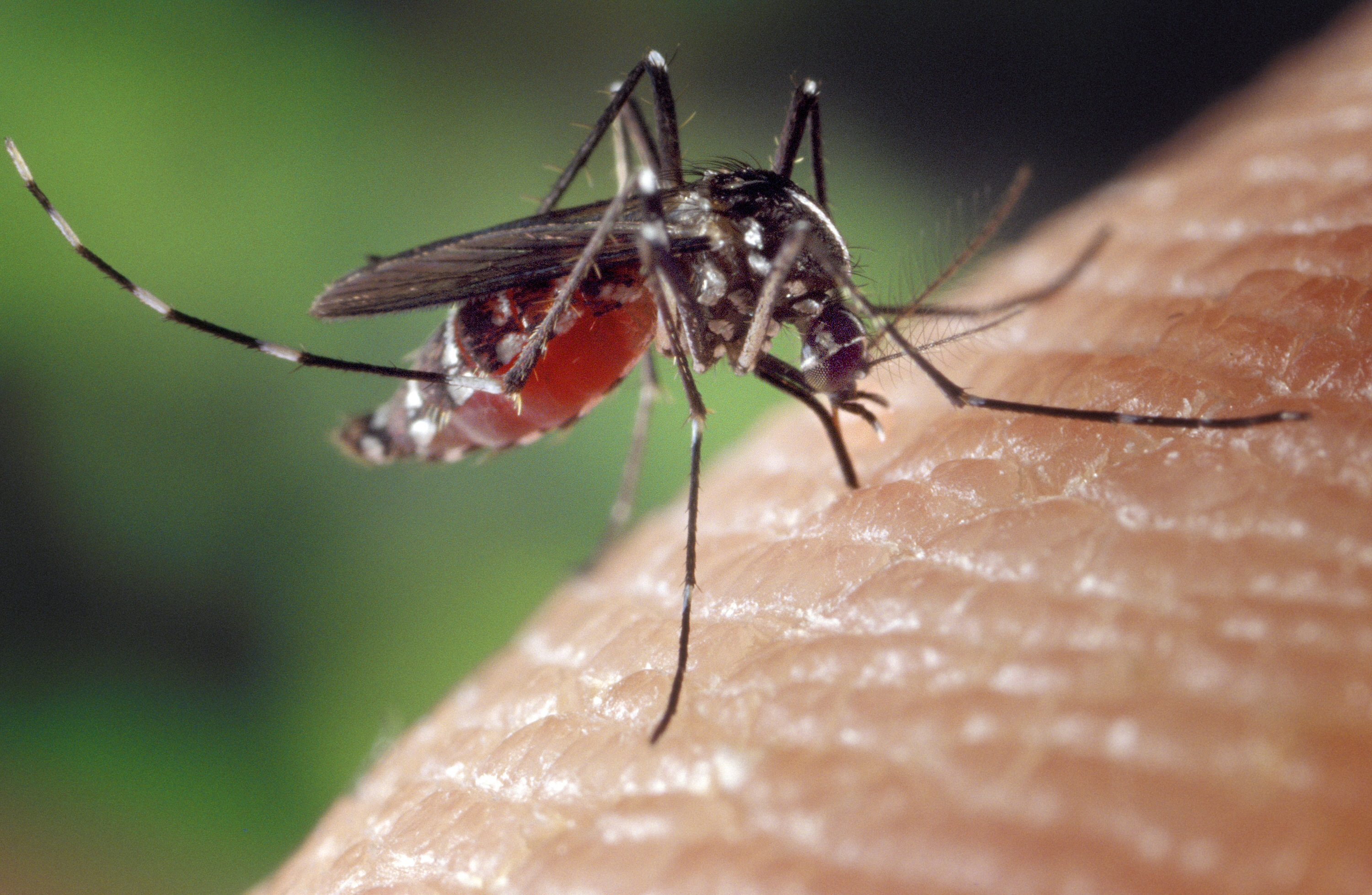
… és az ázsiai tigrisszúnyog (Aedes albopictus)

A dengue-lázat a dengue-vírus okozza. A vírusokat megnevező és osztályozó tudományos rendszerben a dengue-vírus a Flaviviridae családba és a Flavivirus nembe tartozik. Ebbe a családba más vírusok is tartoznak, amelyek szintén betegséget okozhatnak az embereknek. Például a sárgaláz vírus, a nyugat-nílusi vírus, a Saint Louis encephalitis (agyhártyagyulladás) vírus, a japán encephalitis vírus, a kullancs által terjesztett encephalitis vírus, a Kyasanur Forest betegséget okozó vírus és az omszki vérzéses láz vírusa egyaránt a Flaviviridae családba tartozik. Ezeknek a vírusoknak legtöbbjét szúnyogok vagy kullancsok terjesztik.

### Terjedése
A dengue-vírust leginkább az Aedes nembe sorolt szúnyogok terjesztik, elsősorban az egyiptomi csípőszúnyog (Aedes aegypti). Ezek a szúnyogok általában az északi 35° és déli 35° szélességi kör között, 1000 m tengerszint feletti magasság alatt élnek. Többnyire napközben csípnek, és egyetlen csípés is fertőzést okozhat.
De terjeszti az ázsiai tigrisszúnyog (Aedes albopictus) is, amely folyamatosan bővíti életterét. Ez a szúnyogfaj jelen van Franciaországban, a Benelux államokban, Németország nyugati részében és Olaszországban, valamint a Nyugat-Balkán egyes területein, és várhatóan meg fog jelenni Nyugat-Magyarországon és Ausztria keleti részein is.
Ha egy nőstény szúnyog megcsíp egy fertőzött személyt, akkor a szúnyogba átkerülhet a dengue-vírus. Eleinte a vírus a szúnyog belét bélelő sejtekben él. Mintegy 8-10 nap elteltével a vírus átterjed a szúnyog nyálmirigyeire, amelyek a nyálat (azaz a „köpetet”) termelik. Ez azt jelenti, hogy a szúnyog által előállított nyálban is megjelenik dengue-vírus. Tehát ha ekkor a szúnyog megcsíp egy embert, a nyállal bejut az emberbe a vírus és az illető megbetegedhet. A vírus a jelek szerint semmilyen problémát nem okoz a fertőzött szúnyogok számára, és életük végéig fertőzöttek maradnak. Legnagyobb eséllyel az egyiptomi csípőszúnyog szúnyog terjeszti a dengue-lázat. Ennek az az oka, hogy szeret emberek közelében élni és állatok helyett emberekből táplálkozni, és gyakran rakja le petéit mesterséges víztározókban.
A dengue-láz terjedhet fertőzött vérkészítmények és szervátültetés útján is. Ha egy dengue-lázban szenvedő személy szervet adományoz vagy vért ad, majd azt egy másik személy megkapja, akkor az adott vért vagy szervet fogadó személy dengue-lázat kaphat. Egyes országokban – például Szingapúrban – a dengue-láz gyakori. Ezekben az országokban minden 10 000 vérátömlesztés során 1,6–6 alkalommal kerül sor dengue-láz átadására. A dengue-vírus a terhesség alatt vagy a szüléskor anyáról a gyermekére is átterjedhet. A dengue-láz más módon általában nem terjed.

### Kockázata
Dengue-lázzal fertőzött csecsemők és kisgyermekek nagyobb valószínűséggel lesznek súlyos betegek, mint a felnőttek. A gyermekek nagyobb valószínűséggel lesznek súlyos betegek, ha egészségesek és jól tápláltak. Ez eltér a legtöbb fertőzéstől, amelyek alultáplált, kevésbé egészséges gyermekek esetében súlyosabbak. A nők nagyobb eséllyel betegszenek meg súlyosan, mint a férfiak. A dengue-láz életveszélyes lehet krónikus (hosszú távú) betegségben szenvedő emberek esetében, mint például a cukorbetegség és az asztma.

## A fertőzés folyamata
Amikor a szúnyog megcsíp egy embert, a szúnyog nyála bekerül az illető bőrébe. Ha a szúnyog fertőzött, a dengue-vírust a nyálában hordozza, így csípéskor a vírus bekerül a bőrbe. A vírus rákötődik az ember fehérvérsejtjeire, majd behatol a sejt belsejébe. Mialatt a fehérvérsejt a szervezetben kering, a vírus reprodukálja (többszörözi) magát. A fehérvérsejt erre jelzőfehérjék (úgynevezett citokinek, mint például interleukinek, interferonok és tumor nekrózis faktorok) előállításával reagál. Ezek a fehérjék lázat, influenzaszerű tüneteket és erős fájdalmat okoznak.
Ha a beteg súlyosan fertőzött, a vírus sokkal gyorsabban reprodukálódik a szervezetben. Mivel több vírus van ilyenkor a szervezetben, több szervet érinthet a fertőzés (mint például a májat és a csontvelőt). A véráramból folyadék távozik a testüregekbe a kis vérerek falain keresztül, emiatt kevesebb vér kering a szervezetben. A beteg vérnyomása olyan alacsony lesz, hogy a szív nem képes elég vért juttatni a létfontosságú szervekhez. A csontvelő sem képes elég vérlemezkét előállítani, ami a megfelelő véralvadáshoz szükséges. Alacsony vérlemezkeszám mellett a betegnél nagy eséllyel lép fel vérzés. A vérzés a dengue-láz egyik legsúlyosabb szövődménye.

## Diagnózisa
Az egészségügyi szakdolgozók általában úgy diagnosztizálják a dengue-lázat, hogy a beteg vizsgálata során a tünetekről megállapítják, hogy azok egyeznek a dengue-láz tüneteivel. Különösen olyan területen ismerik fel nagy biztonsággal a dengue-lázat, ahol előfordulása gyakori. A betegség korai szakaszában azonban nehéz felismerni a különbséget a dengue-láz és más vírusos fertőzések között. A beteg valószínűleg dengue-lázzal fertőzött, ha lázas és a következő tünetek közül kettő megjelenik nála: rosszullét és hányás, kiütés, általános fájdalom (azaz fájdalom mindenütt), alacsony fehérvérsejtszám, vagy pozitív érszorító vizsgálat. Bármelyik figyelmeztető jel és láz együttes jelenléte olyan területen, ahol a betegség sűrűn előfordul, általában azt jelzi, hogy a beteg dengue-lázzal fertőzött.
A figyelmeztető jelek általában még azelőtt megjelennek, hogy a fertőzés súlyossá válik. Az érszorító vizsgálat akkor hasznos, ha nincs lehetőség laboratóriumi vizsgálatokat végezni. Az érszorító vizsgálat elvégzéséhez az egészségügyi szakdolgozó felhelyez egy vérnyomásmérő mandzsettát a beteg karjára, és 5 percig rajta hagyja. Ezután megszámolja az apró vörös pontokat a bőrön. Ha nagyszámú pont látható a bőrön, valószínű, hogy a betegnek dengue-fertőzése van.
Néha nehéz megkülönböztetni a dengue-lázat és a chikungunya-lázat. A chikungunya a dengue-hez hasonló vírusos fertőzés, amelynek hasonlóak a tünetei, és a világnak ugyanazon részein fordul elő, mint a dengue. A dengue-láznak más betegségekhez hasonló tünetei is lehetnek, mint például a malária, a leptoszpirózis, a tífusz és az agyhártyagyulladás. Mielőtt a beteget dengue-lázzal diagnosztizálják, az egészségügyi szakdolgozók általában elvégeznek olyan vizsgálatokat, amelyek kizárják az előbb felsorolt betegségeket.
A dengue-fertőzött beteg laboratóriumi eredményeiben látható első változás az alacsony fehérvérsejtszám. Az alacsony vérlemezkeszám és a metabolikus acidózis is dengue-lázat jelez. Ha a betegnek súlyos dengue-fertőzése van, más változások is láthatók a vérben. Súlyos dengue-fertőzés esetén a folyadék elszivárog a véráramból. Ez haemokoncentrációt (vagyis kevesebb plazma – a vér folyékony része – és több vörösvértest van a vérben) és alacsony albuminszintet okoz a vérben.
Néha a „súlyos dengue-láz” okozhat nagy mennyiségű mellkasi folyadékgyülemet (pleurális effúzió, azaz az elszivárgott folyadék felgyülemlik a tüdő körül) vagy ascitest okoz, amikor a hasűri térben szaporodik fel a folyadék). Ha ezek már elég nagyméretűek, akkor a vizsgálatot végző könnyen észreveheti. Az egészségügyi szakdolgozó azonban dengue-sokk szindrómát diagnosztizálhat már a korai szakaszban is, ha lehetősége van  ultrahanggal megvizsgálni a beteget, és ennek segítségével talál folyadékot a beteg szervezetében. A legtöbb területen azonban, ahol a dengue gyakori, az egészségügyi dolgozóknak és intézményeknek nincs ultrahangos készüléke, így csak a szabad szemmel is látható tüneteket tudják diagnosztizálni.

### Osztályozása
2009-ben az Egészségügyi Világszervezet (WHO) kétféle megnevezést használ a dengue-lázra, elkülönítve az enyhe lefolyású és a súlyos betegséget: dengue-láz / súlyos dengue-láz (dengue / severe dengue). Korábban a WHO a betegséget megmagyarázatlan lázra, dengue-lázra és vérzéses dengue-lázra osztotta, amit 1997-től használt. A WHO úgy döntött, hogy ezt a régi típusú osztályozást egyrészt egyszerűsíteni kell, valamint hogy a régi felosztás túlságosan korlátozó: a dengue-nek nem minden előfordulási fajtáját lehetett besorolni. Bár a dengue-láz hivatalos besorolása megváltozott, a régi osztályozást is gyakran használják még.
A korábbi WHO besorolás a vérzéses dengue-lázat négy stádiumra osztotta. A stádiumok:
- I. stádium: A beteg lázas, könnyen bekékülnek az ütődések, vagy az érszorító vizsgálat eredménye pozitív.
- II. stádium: A beteg vére beszivárog a bőrbe, vagy más testrészekbe.
- III. stádium: A beteg keringési sokkra utaló jeleket produkál.
- IV. stádium: A beteg olyan súlyos sokkban van, hogy a vérnyomás és a pulzus nem tapintható.[30] A betegség III. és IV. stádiumára használták a „dengue-sokk szindróma” elnevezést.[29][30]

### Laboratóriumi vizsgálatok
A dengue-lázat mikrobiológiai laboratóriumi vizsgálattal lehet diagnosztizálni. Különböző vizsgálatok végezhetők: az egyik vizsgálat izolálja a dengue-láz vírusát (vírusizoláció) a sejttenyésztésben (sejtmintában), egy másik vizsgálat  a vírus nukleinsavját keresi egy polimeráz-láncreakció (PCR) nevű eljárással (nukleinsav-kimutatás). Egy harmadik vizsgálat a vírus antigénjét keresi a vérben. Egy további vizsgálat antitesteket mutat ki (antigén-kimutatás), amelyeket a szervezet termel a dengue-fertőzésre adott immunreakció részeként. A vírusizoláció és a nukleinsav-kimutatás hatékonyabb, mint az antigén-kimutatás, azonban ezek a vizsgálatok drágábbak, ezért sok helyen nincs rájuk lehetőség. Amikor a dengue-láz a korai szakaszban van (kevés vírus van még csak a szervezetben), ezek a vizsgálatok mind negatívak lehetnek (vagyis nem mutatják ki, hogy a betegnek dengue-fertőzése van).
Az antitest-vizsgálatot kivéve ezek a laboratóriumi vizsgálatok a betegség kezdeti szakaszában tudnak a diagnosztikában segíteni, míg az antitestvizsgálat a fertőzés későbbi szakaszában igazolja a fertőzést. A szervezet jellemzően 5-7 nappal a fertőzés után állítja elő a dengue-vírus elleni speciális antitesteket.

## Megelőzése

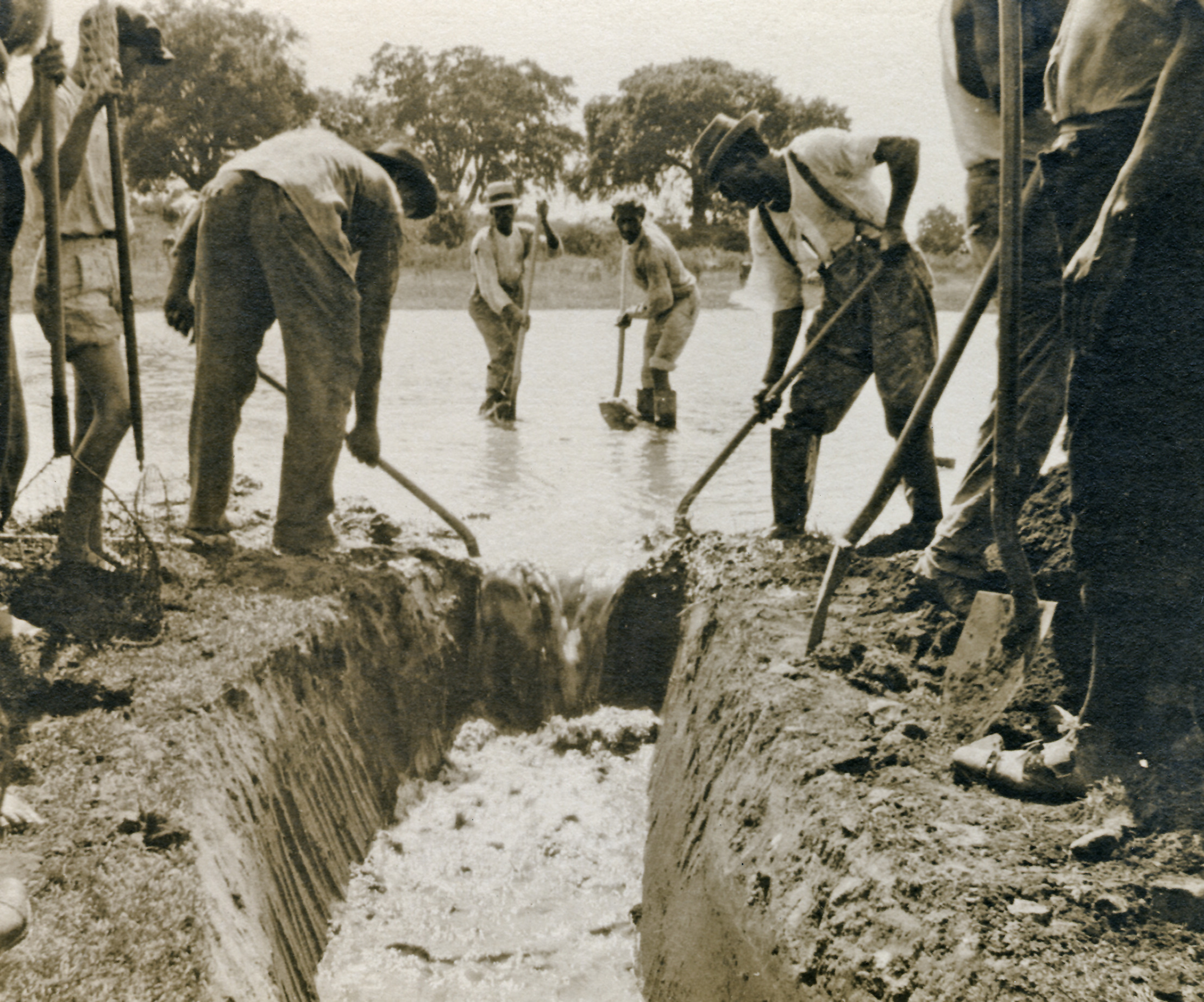
Az 1920-as évekből származó fénykép, amelyen a szúnyogok élőhelyét igyekeznek felszámolni

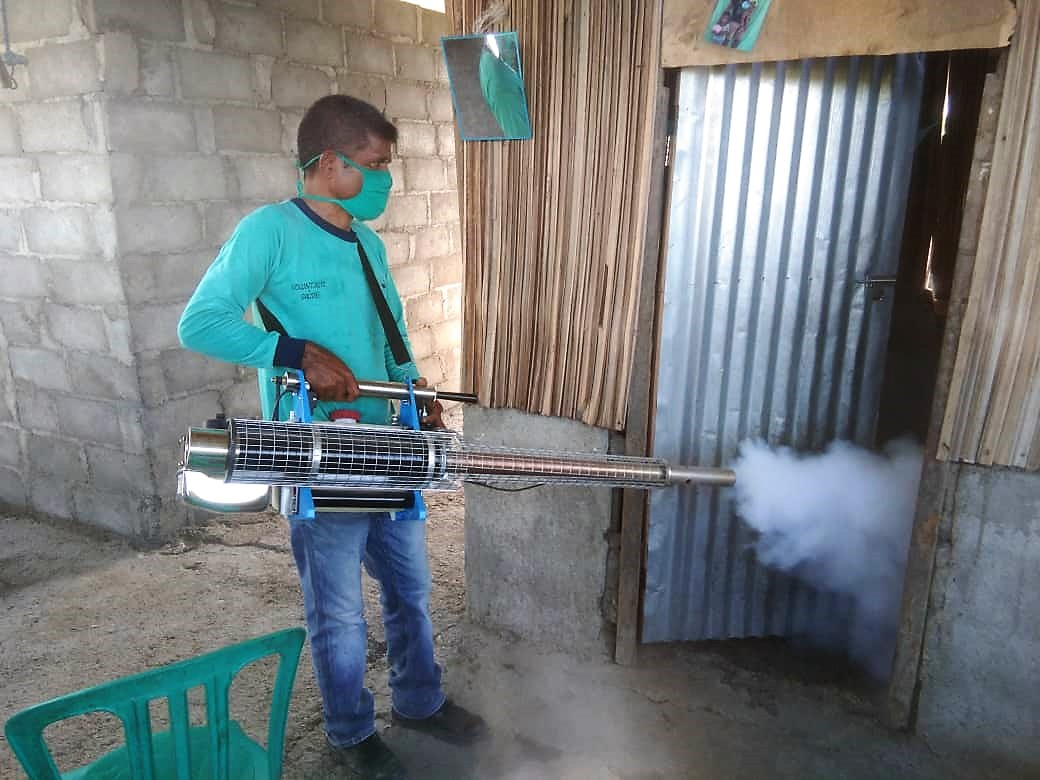
Rovarölő szerek permetezése Kelet-Timorban a dengue-láz kórokozóinak leküzdésére (2019)

A dengue-vírus terjedésének megelőzésére 2015-ben fejlesztettek ki védőoltást Dengvaxia néven., A fertőzés megelőzésére az Egészségügyi Világszervezet (WHO) elsősorban a szúnyogpopuláció csökkentését és a szúnyogcsípés elleni védekezést javasolja.
A WHO egy olyan programot javasol a dengue-fertőzés megelőzésére (az úgynevezett Integrált Vektorkontroll programot), amely öt különböző részből áll:
- Érdekképviselet, társadalmi mozgósítás és törvényhozás (jogszabályok) segítségével kell a közegészségügyi szervezeteket és a közösségeket erősebbé tenni.
- A társadalom minden részének együtt kell működnie. Ez magában foglalja a közszférát (például a kormányt), a privát szférát (például a cégeket és nagyvállalatokat) és az egészségügyet.
- A betegségszabályozás minden módját integrálni (vagyis egyesíteni) kell, hogy az összes elérhető erőforrást együttesen használva azok a lehető legnagyobb hatást gyakorolhassák.
- A döntéseket bizonyítékok alapján kell meghozni annak érdekében, hogy az intervenciók (a dengue-láz szabályozására irányuló intézkedések) valóban hathatósak legyenek.
- Azok a területek, ahol a dengue-láz gyakran előfordul, kapjanak megfelelő segítséget, hogy képesek legyenek a betegségre önállóan reagálni.[18]

A WHO néhány specifikus dolgot is javasol, amelyek segítségével a szúnyogpopulációt ellenőrzés alá lehet vonni és megelőzhető a szúnyogcsípés. A legjobb megoldás az egyiptomi cípőszúnyogok korlátozására, ha megsemmisítik az élőhelyüket. A nyitott víztározókat ki kell üríteni (hogy a szúnyogok ne tudjanak azokban petéket lerakni. Rovarirtók vagy biológiai védekezés segítségével csökkenteni lehet a szúnyogok számát ezeken a területeken. A tudósok úgy gondolják, hogy az organofoszfát vagy piretropid rovarirtó spray-k nem segítenek. Az állóvíztől meg kell szabadulni, mert vonzza a szúnyogokat és mert az is egészségügyi problémát okozhat, ha a rovarirtó szerek felhalmozódnak az állóvízben. A szúnyogcsípés elkerülhető olyan ruházat viselésével, amely a bőrt teljesen befedi. Rovarriasztó szert is lehet használni, ami segít távol tartani a szúnyogokat (a DEET a leghatékonyabb). Pihenésnél használható szúnyogháló is.

## Kezelése

Dengue-láz következtében fellépett halálozás 2012-ben, 1 millió főre vetítve
0
1
2
3
4–8
9–561

Kimondottan a dengue-láz ellen nincs kezelés. A tünetektől függően a különböző betegeknek eltérő kezelésre van szükségük. Néhányan otthon gyógyulhatnak, míg egy egészségügyi szakdolgozó figyelemmel kíséri az állapotukat. Vannak, akik jobban lesznek, ha több folyadékot isznak, míg másoknak intravénás folyadékra és vérátömlesztésre lehet szüksége. Az egészségügyi szakdolgozó dönthet úgy, hogy a betegnek kórházi ellátásra van szüksége, ha veszélyes figyelmeztető jelek lépnek fel, különösen akkor, ha a betegnek krónikus betegsége van.
Amikor a fertőzött beteg intravénás folyadékot kap, általában csak egy vagy két napig van arra szüksége. Az egészségügyi szakdolgozó annak megfelelően emeli az intravénás folyadék mennyiségét, hogy a beteg bizonyos mennyiségű (óránként 0,5–1 ml/kg) vizeletet ürítsen. A folyadék mennyiségét aszerint is emelik, hogy a beteg hematokritértéke és az egyéb létfontosságú értékek visszatérjenek a normális tartományba. A vérzés kockázata miatt az egészségügyi szakdolgozók általában megpróbálják elkerülni az invazív orvosi beavatkozásokat, mint amilyen a nazogasztrikus szonda (amikor a beteg orrán keresztül levezetnek egy csövet a gyomorba), az intramuszkuláris injekció (amikor a gyógyszert az izomba adják) és az artériás szúrás (amikor tűt szúrnak az artériába). Acetaminophen (paracetamol) adható a láz és a fájdalom csillapítására. Nem-szteroid gyulladáscsökkentő szereket (rövidítve: NSAID-eket, mint az ibuprofen és az aszpirin) nem tanácsos használni, mert növelik a vérzés esélyét. A vérátömlesztést minél előbb el kell kezdeni, amint a beteg létfontosságú értékei megváltoznak, vagy a normális tartományon kívülre kerülnek, illetve ha a vörösvértestszám lecsökken a vérben. Amikor vérátömlesztésre van szükség, a betegnek teljes vért (vagyis olyan vért, aminek részeit nem választották szét) vagy szeparált vörösvértestet kell kapnia. Vérlemezkék (a teljes vérből kiválasztva) vagy friss fagyasztott plazma átömlesztése általában nem javasolt.
Amikor a beteg a lábadozási szakaszban van, általában már nem kap több intravénás folyadékot, nehogy folyadéktöbblet lépjen fel. Ha folyadéktöbblet lép fel, de a beteg értékei stabilak, az is elég lehet, ha csak abbahagyják a folyadékbevitelt. Ha a beteg már túl van a kritikus stádiumon, nagy hatású vízhajtót is adhatnak neki, mint amilyen a furoszemid. Ez kihajtja a többletfolyadékot a vérkeringésből.

## Valószínűsége

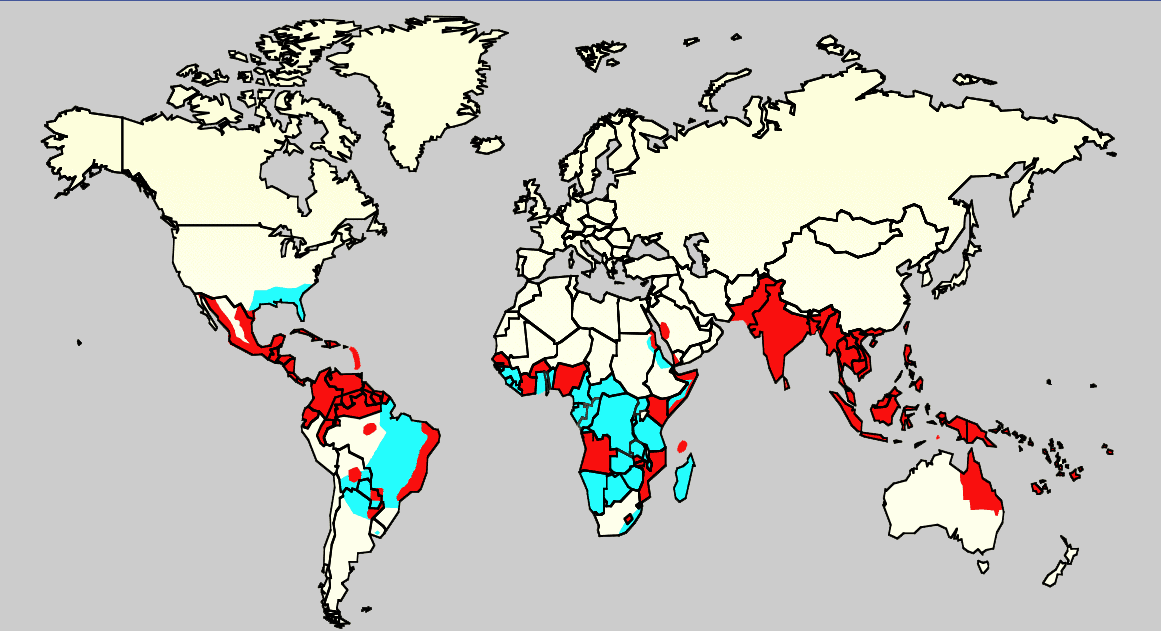
A dengue-láz előfordulása 2006-ban.
Vörös: A dengue-láz és az egyiptomi csípőszúnyog együttesen
Kék: Egyiptomi csípőszúnyog előfordul, de nincs fertőzésveszély

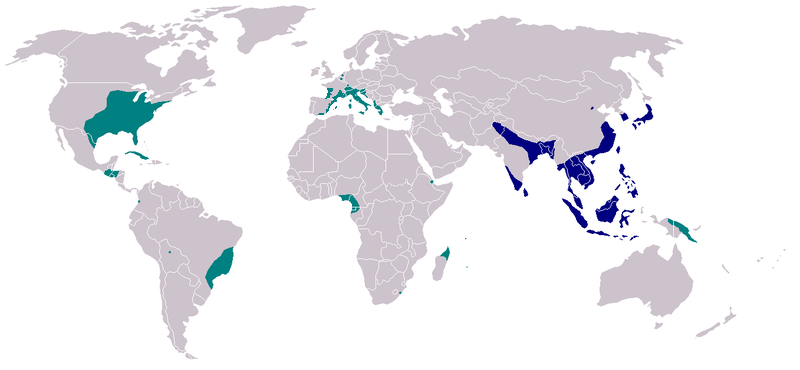
Az ázsiai tigrisszúnyog elterjedése 2007-ben
Sötétkék: őshonos; Zöld: behurcolt

A legtöbb dengue-lázzal fertőzött beteg teljesen és későbbi problémák nélkül felépül. Kezelés nélkül a fertőzöttek 1–5%-a (100 beteg közül 1–5) belehal a betegségbe, de megfelelő kezeléssel kevesebb mint 1% hal bele a fertőzésbe. Mindazonáltal a súlyos fertőzöttek 26%-a meghal. 2023-ban  világszerte 6,5 millió megbetegedést regisztráltak, ebből 7300 volt halálos.
A dengue-láz több mint 110 országban fordul elő. Évente a világon 50 és 100 millió közötti fertőzést okoz a vírus. A fertőzés következtében a világon évente félmillió ember kerül kórházba, és körülbelül 12 500–25 000 ember hal meg.
A dengue-láz a leggyakoribb vírusos fertőzés, amit ízeltlábúak terjesztenek. Becslések szerint a dengue-láz betegségterhe körülbelül 1600 egészségkárosodással korrigált életév egymilliós lakosságra számítva. Ez azt jelenti, hogy minden egymilliós embercsoporton belül az emberek élettartama 1600 évvel kevesebb a dengue-láz miatt. Ez körülbelül ugyanakkora betegségteher, mint amit más gyermekkori és trópusi betegségek – például a tuberkulózis – okoznak. A dengue-láz feltehetően a malária mögött második helyen áll a legfontosabb trópusi betegségek között. A WHO számításai szerint a dengue-láz a 16 legelhanyagoltabb trópusi betegség egyike, ami azt jelenti, hogy a betegséget nem veszik elég komolyan.
A dengue-láz egyre jobban elterjed a világon. 2010-re harmincszor olyan gyakori lett az előfordulása, mint 1960-ban. Erre az emelkedő tendenciára több okot is látnak: többen laknak városokban, növekszik a világ népessége, és többen vállalkoznak nemzetközi utazásokra. Egyesek szerint a globális felmelegedés is szerepet játszik a dengue-láz fokozott terjedésében.
A dengue-láz az egyenlítő környékén a leggyakoribb. 2,5 milliárd ember él olyan területen, ahol a betegség előfordul, ezek 70%-a Ázsiában és a Csendes-óceán térségében él. Az Egyesült Államokban a dengue-lázzal fertőzött területekről lázasan hazatérők 2,9-8%-a megfertőződött utazás közben. Ebben a csoportban a dengue-láz a második leggyakrabban észlelt fertőzés a malária után.

## Története
A dengue-lázról sok évvel ezelőtt írtak először. Egy, a Csin (Jin)-dinasztiából (i.sz. 265–420) származó kínai orvosi enciklopédia említést tesz egy emberről, aki valószínűleg dengue-lázban szenvedett. A könyv egy „vízi méregről” beszél, aminek repülő rovarokhoz van köze. A 17. századból is származik írásos emlék egy esetleges dengue-járványról, melynek során a betegség rövid idő alatt igen gyorsan terjedt. A legkorábbi beszámolók, amelyek nagy valószínűség szerint a dengue-lázról szóltak, 1779-ből és 1780-ból származnak. Ezek a beszámolók egy Ázsián, Afrikán és Észak-Amerikán végigsöprő járványról számolnak be. Ezt követően egészen 1940-ig a járvány ritkán fordult elő.
1906-ban tudósok bebizonyították, hogy az embert az Aedes nembe tartozó szúnyogok fertőzik meg, 1907-ben pedig igazolták, hogy a dengue-lázat vírus okozza. Ez volt a második olyan betegség, amelyről bizonyították, hogy vírus okozza. (Az elsőt a tudósok ekkorra már igazolták, ami a sárgaláz volt.) John Burton Cleland és Joseph Franklin Siler tovább tanulmányozták a dengue-vírust és felismerték, hogy alapvetően hogyan terjed a vírus.
A második világháború alatt és után a dengue-láz egyre több megbetegedést okozott. Ezt annak tulajdonítják, hogy a háború beavatkozott a dél-ázsiai és csendes-óceáni hadszíntereken azok ökológiájába, többféle módon hatással volt a környezetre. A dengue-láz új térségekre is átterjedt, megjelent a „vérzéses dengue-láz” , amelyet ekkor még külön betegségként írtak le. Ezt a súlyos fázist először 1953-ban jelentették a Fülöp-szigeteken. Az 1970-es évekre a vérzéses dengue-láz a gyermekhalálozás egyik vezető okává vált. A csendes-óceáni térségben a megbetegedés immár járványos mértékeben tért vissza és tovább terjedt az amerikai kontinensre is. Ott a dengue-sokk szindróma és a vérzéses dengue-láz járványos formában 24 közép- és dél-amerikai országot érintettek 1981-től kezdődően.  2013-ban a dengue-láz rohamos terjedése miatt „közegészségügyi vészhelyzetet” hirdettek Costa Ricán, a súlyos megbetegedések száma meghaladta a 26 ezret.

### Nevének eredete
Nem világos, honnan ered a dengue szó. Néhányan úgy gondolják, hogy a szuahéli Ka-dinga pepo kifejezésből származik. Ez a kifejezés azt jelenti, hogy a betegséget egy gonosz szellem okozza. A szuahéli dinga szóról úgy gondolják, hogy a spanyol dengue szóból származik. Ez a szó azt jelenti: „óvatos”. Ezt a szót használhatták a beteg leírására, akinek csontfájdalmat okozott a dengue, és a fájdalom következtében óvatosan járt. Az is lehetséges azonban, hogy a spanyol szó származik a szuahéliből, és nem fordítva.
Megint mások szerint a dengue szó a nyugat-indiai szigetvilág térségéből származik. Ha a rabszolgák elkapták a dengue-lázat, azt mondták, úgy áll és jár, mint egy dendi. Emiatt a betegséget „dendi-láznak” is nevezték.
A „csonttörő láz” elnevezés Benjamin Rush orvos nevéhez fűződik, aki az Amerikai Egyesült Államok Alapító atyáinak egyike volt. 1789-ben Rush a „csonttörő láz” elnevezést használta, amikor egy 1780-as, Philadelphiában kitört dengue-járványról számolt be. Ebben a beszámolóban Rush legtöbbször a formálisabb „epebajos váltakozó láz” nevet használta. A „dengue-láz” kifejezés csak 1828 után vált gyakorivá, addig számos különböző névvel illették a betegséget. Hívták például „szívszaggató láznak” és „la dengue”-nek is. A dengue-láz súlyos eseteire más neveket is használtak, például: „fertőző vérlemezke-hiányos bőrvérzés”, „Fülöp-szigeteki”, „thai” és „szingapúri vérzéses láz”.

## Kutatása

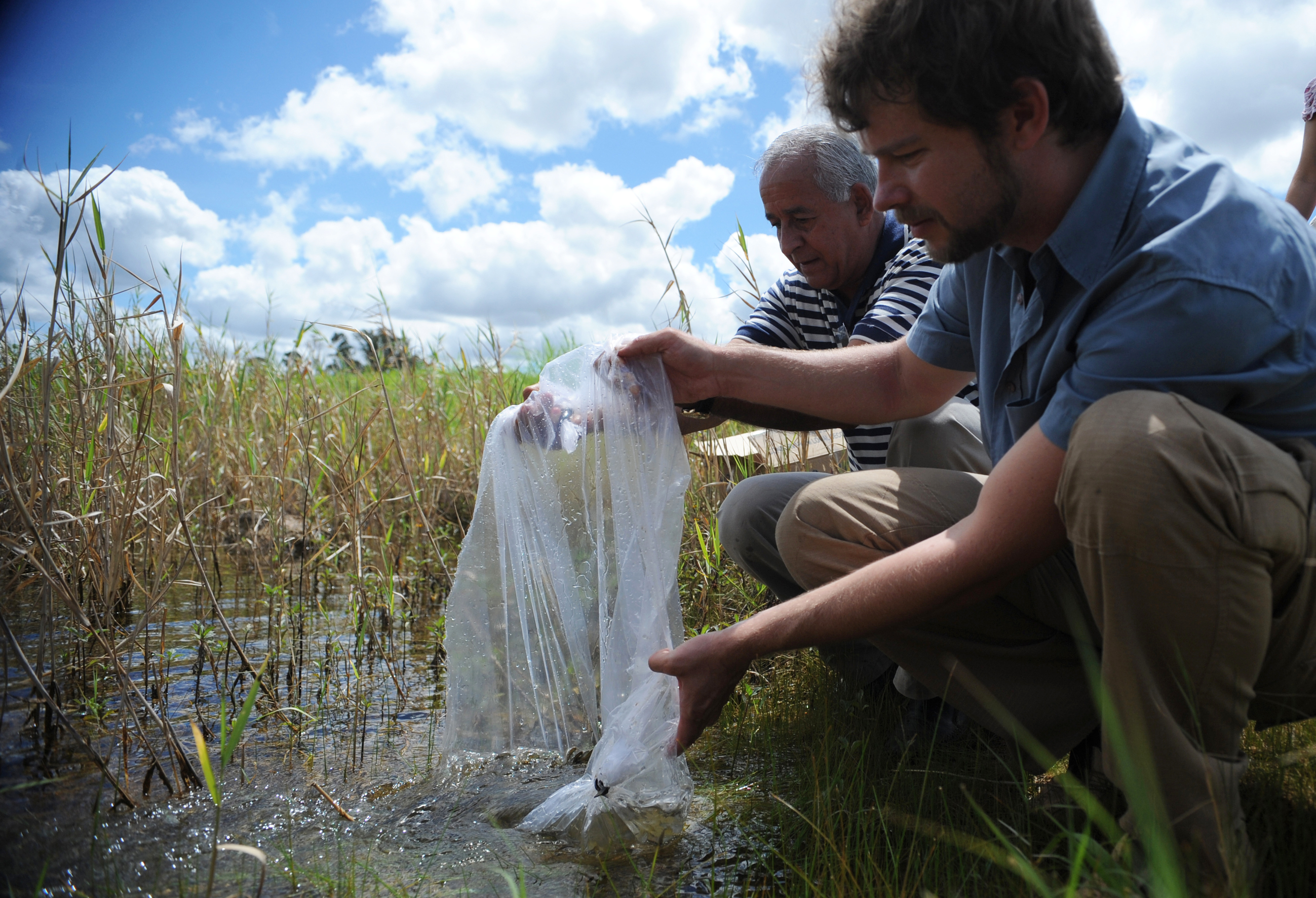
Brazil közegészségügyi dolgozók a szivárványos guppi P. reticulata fiatal példányait engedik szabadon a brazil főváros, Brazíliaváros Lago Norte részén található mesterséges tóba

Tudósok továbbra is kutatásokat végeznek a dengue-láz megelőzésének és kezelésének módjait keresve. Azon is sokan dolgoznak, hogy a szúnyogpopulációt lecsökkentsék, valamint hogy védőoltást és gyógyszereket állítsanak elő. Sok egyszerű lépést tettek már a szúnyogpopuláció csökkentésére, amelyek közül néhány bevált. Például guppikat (Poecilia reticulata) vagy evezőlábú rákokat lehet az állóvízbe telepíteni, amelyek megeszik a szúnyoglárvákat.
Jelenleg is folynak a kutatások olyan védőoltás kifejlesztését célozva, amely a dengue-lázat okozó vírusok mind a négy típusa ellen védheti az embereket. Egyes kutatók tartanak attól, hogy a védőoltás mellett fokozódna egy súlyosabb betegség kialakulásának kockázata, a fertőzés antitestfüggő felerősítése (antibody-dependent enhancement, ADE) következtében. A legjobb oltóanyagnak rendelkeznie kell néhány alapvető jellemzővel. Először is, biztonságosnak kell lennie. Másodszor, egy vagy két oltás legyen elég a védelemhez. Harmadszor, a dengue-láz összes típusa ellen védettséget kell nyújtania. Negyedszer, ne legyen ADE a következménye. Ötödször, legyen könnyen szállítható (mozgatható) és tárolható (eltartható, bármikor is legyen rá szükség). Hatodszor, legyen olcsó és költséghatékony. Néhány védőoltást már kipróbáltak 2009-ig. A kutatók abban reménykednek, hogy az első védőoltások 2015-re kereskedelmi forgalomba kerülhetnek. Magyarországon a vakcina 2024 nyara óta érhető el.
A tudósok azon is dolgoznak, hogy olyan antivirális (azaz vírusölő) gyógyszereket fejlesszenek ki, amelyekkel a lázas rohamokat kezelni, a súlyos szövődményeket pedig megelőzni tudják. Azon is dolgoznak, hogy megismerjék, hogyan épül fel a vírus fehérjeszerkezete, ami segíthet abban, hogy hatékony gyógyszereket dolgozzanak ki a dengue-láz kezelésére.

## Fordítás
- Ez a szócikk részben vagy egészben  a   Dengue fever című egyszerűsített angol Wikipédia-szócikk ezen változatának fordításán alapul.  Az eredeti cikk szerkesztőit annak laptörténete sorolja fel. Ez a jelzés csupán a megfogalmazás eredetét és a szerzői jogokat jelzi, nem szolgál a cikkben szereplő információk forrásmegjelöléseként.